# Generałowie zakonu jezuitów
Generałowie zakonu jezuitów – lista przełożonych generalnych Towarzystwa Jezusowego (jezuitów). Generał wybierany jest przez kongregację generalną, w której biorą udział prowincjałowie oraz delegaci wyznaczeni na kongregacjach prowincji. Generał jezuitów potocznie nazywany jest „czarnym papieżem”.

## Czarny papież
Potoczna nazwa generała zakonu jezuitów pochodzi z watykańskiego slangu, w którym generała Towarzystwa Jezusowego nazywa się papa nero. Określenie wynika z wysokiej pozycji, jaką zachowuje zakon jezuitów, określenie barwy natomiast wywodzi się od koloru stroju zakonnego jezuitów i nie ma nic wspólnego z kolorem skóry, do którego odnosi się kultura popularna i ludowa religijność.
Rzekome znaczenie czarnego papieża dla losów ludzkości pojawiają się w spekulacjach dotyczących teorii spiskowych.

## Lista generałów
| Lp. | Generał                 | Okres     | Nr kongregacji generalnej | Uwagi |
| 1   | św. Ignacy Loyola       | 1541–1556 | „zerowa”                  | Fundator |
| 2   | Diego Laynez            | 1556–1565 | I                         | |
| 3   | św. Franciszek Borgiasz | 1565–1572 | II                        | Wcześniej wybrany wikariuszem generalnym |
| 4   | Everard Mercurian       | 1572–1580 | III                       | |
| 5   | Claudio Acquaviva       | 1581–1615 | IV                        | |
| 6   | Muzio Vitelleschi       | 1615–1645 | VII                       | |
| 7   | Vincenzo Carafa         | 1646–1649 | VIII                      | |
| 8   | Francesco Piccolomini   | 1649–1651 | IX                        | |
| 9   | Alessandro Gottifredi   | 1652      | X                         | Zmarł w czasie trwania kongregacji generalnej |
| 10  | Goswin Nickel           | 1652–1664 | X                         | |
| 11  | Giovanni Paolo Oliva    | 1664–1681 | XI                        | Od 1661 jako wikariusz generalny z prawem następstwa                                                                                             |
| 12  | Charles de Noyelle      | 1682–1686 | XII                       | |
| 13  | Tirso González          | 1687–1705 | XIII                      | |
| 14  | Michelangelo Tamburini  | 1706–1730 | XV                        | Wcześniej wybrany wikariuszem generalnym na XIV kongregacji generalnej                                                                           |
| 15  | Franz Retz              | 1730–1750 | XVI                       | |
| 16  | Ignazio Visconti        | 1751–1755 | XVII                      | |
| 17  | Luigi Centurione        | 1755–1757 | XVIII                     | |
| 18  | Lorenzo Ricci           | 1758–1775 | XIX                       | W 1773 kasata zakonu |
|     | wakat                   |           |                           | |
| 19  | Tadeusz Brzozowski      | 1814–1820 |                           | Wybrany w 1805 na V Kongregacji "przejściowej" na Białej Rusi, a w 1814 zatwierdzony na urzędzie generała przez papieża dla przywróconego zakonu |
| 20  | Luigi Fortis            | 1820–1829 | XX                        | |
| 21  | Jan Roothaan            | 1829–1853 | XXI                       | |
| 22  | Pierre-Jean Beckx       | 1853–1887 | XXII                      | |
| 23  | Anton Anderledy         | 1887–1892 | XXIII                     | |
| 24  | Luis Martín             | 1892–1906 | XXIV                      | |
| 25  | Franz Xaver Wernz       | 1906–1914 | XXV                       | |
| 26  | Włodzimierz Ledóchowski | 1915–1942 | XXVI                      | |
|     | wakat                   |           |                           | Norbert de Boynes – wikariusz generalny z powodu wojny                                                                                           |
| 27  | Jean-Baptiste Janssens  | 1946–1964 | XXIX                      | |
| 28  | Pedro Arrupe            | 1965–1983 | XXXI                      | Zrezygnował z funkcji ze względu na stan zdrowia                                                                                                 |
| 29  | Peter Hans Kolvenbach   | 1983–2008 | XXXIII                    | Zrezygnował z funkcji ze względu na wiek |
| 30  | Adolfo Nicolás          | 2008–2016 | XXXV                      | Zrezygnował z funkcji ze względu na wiek |
| 31  | Arturo Sosa Abascal     | 2016–     | XXXVI                     | |